# Meera
Meera lub Mira – irański zespół rockowy, założony w Teheranie.
Jeden z pionierów współczesnej irańskiej muzyki rockowej, po rewolucji w 1979 ruku.
Dzięki subtelnym zabiegom Meera była pierwszym zespołem rockowego undergroundu, który otrzymał państwowe pozwolenie na wydanie oficjalnego albumu.

## Skład
- Babak Achondi (gitara)
- Dara Darai (gitara basowa, śpiew)
- Farzam Rahimi (śpiew, teksty)
- Reza Moghaddas (klawisze)
- Kasra Ebrahimi (percussion programming and drums).

Z zespołem koncertował również Agah Bahari, ostatnio w 2005 roku.

## Dyskografia
- Meera 2003

### Media
- Wideoklipy z debiutowego albumu (umieszczone na YouTube przez ich własną wytwórnię płytową):